# 日比野車站 (名古屋市)
日比野站（日语：／ Hibino eki */?）是位於愛知縣名古屋市熱田區大寶一丁目，為名古屋市營地下鐵名港線之車站。車站編號為E02。
因本站鄰近「名古屋市中央零售市場」（名古屋市中央卸売市場），所以在站名標示中附加了中央零售市場（中央卸売市場）之副站名。
相鄰的地名為比比野（比々野町），但站名「日比野」為交差點名與學校名、店名廣為使用的名字。

## 車站構造
本站為1面2線島式月台之地下車站。

### 月台配置
| 月台 | 路線           | 目的地               |
| ---- | -------------- | -------------------- |
| 1    | 名港線         | 東海通、名古屋港方向 |
| 2    | 名港線、名城線 | 金山、榮、大曾根方向 |

## 相鄰車站
名古屋市營地下鐵
 名港線
六番町（E03）－日比野（E02）－金山（E01）

## 外部連結
- 日比野 - 名古屋市交通局